# Ferdinand Heine
Ferdinand Heine (9 marzo 1809 – 1894) è stato un naturalista e collezionista tedesco.
Heine possedette una delle più grandi collezioni private di uccelli nel diciannovesimo secolo. Quest'ultima si trova a tutt'oggi all'Heineanum Halberstadt Museum di Halberstadt.
Jean Cabanis parlò di questa collezione nello scritto Museum Heineanum. Verzeichniss der ornithologischen Sammlung des Oberamtmann Ferdinand Heine, auf Gut St. Burchard vor Halberstadt (1851).